# AOL Mail
AOL Mail (стилізовано — Aol Mail.) — це безкоштовна веб-служба електронної пошти, що надається AOL, підрозділом Yahoo! Inc.

## Особливості
AOL Mail має такі доступні функції:
- ліміт вкладень електронної пошти: 25 МБ[1]
- максимальний розмір поштової скриньки: необмежений[2] Нові облікові записи обмежені розміром 1 ТБ.
- підтримувані протоколи: POP3, SMTP, IMAP[3]
- посилання на інші облікові записи електронної пошти від інших постачальників послуг (наприклад, Gmail і Hotmail).
- реклама: відображається під час роботи з обліковим записом електронної пошти. Вбудовані посилання в електронних листах автоматично вимикаються, і їх може активувати лише користувач електронної пошти.
- захист від спаму[4][5]
- захист від вірусів[6]
- перевірка орфографії
- домени: @aol.com (раніше: @love.com, @ygm.com (скорочення від you've got mail), @games.com, @wow.com)[3]
- підтримує протоколи TLS / HTTPS після входу

Якщо обліковий запис AOL Mail неактивний протягом 90 днів, він може стати деактивованим, після чого будь-які електронні листи, надіслані на нього, можуть бути не доставлені та повернуті відправнику. Після 180 днів бездіяльності акаунт може бути видалений.

## Історія
У 1993 році America Online (AOL) і Delphi почали підключати свої власні служби електронної пошти до Інтернету.
Станом на жовтень 1997 року AOL Mail була найбільшим у світі провайдером електронної пошти з приблизно 9 мільйонами передплатників (ідентично кількості передплатників AOL).
У 1997 році AOL запустила NetMail, веб-версію своєї служби електронної пошти. Спочатку її критикували за роботу лише в Internet Explorer, але пізніша версія, написана на Java, забезпечила сумісність із Netscape Navigator. Служба була перейменована в AOL Mail on the Web в грудні 1999 року.
У січні 2001 року була запущена служба сповіщень електронною поштою для текстових цифрових мобільних телефонів і пейджерів.
У 2004 році AOL випробувала нову безкоштовну службу веб-пошти для громадськості, без необхідності підписки клієнтів на AOL. Це було зроблено з метою кращої конкуренції з MSN Hotmail, Yahoo! Пошта та Gmail . Служба була запущена в травні 2005 року під назвою AIM Mail, з 2 ГБ простору для зберігання пошти, та була тісно інтегрована з AOL Instant Messenger (AIM). AOL Instant Messenger був заснований на технології від MailBlocks, яку AOL придбала в 2004 році.
З серпня 2006 року AOL став абсолютно безкоштовним для користувачів широкосмугового зв'язку. Того ж місяця Netscape Mail було перенесено на AIM Mail.
У листопаді 2010 року AOL випустила Project Phoenix — програму електронної пошти, яка мала панель швидкого доступу, де електронні листи, текстові повідомлення та повідомлення AOL Instant Messenger можна було надсилати з однієї області. Це також дозволяло додавати до п'яти облікових записів. У 2012 році AOL випустила програмне забезпечення Alto Mail.
Станом на липень 2012 року було 24 мільйони користувачів AOL Mail. До 2021 року кількість платних користувачів впала до 1,5 мільйона.
16 березня 2017 року компанія Verizon, яка придбала AOL у 2015 році, оголосила, що припинить надавати власні послуги електронної пошти для інтернет-передплатників і переведе всіх клієнтів на AOL Mail.